# Сейсмічність Папуа Нової Гвінеї
Територія Папуа Нової Гвінеї — характеризується підвищеною сейсмічністю.

## Загальна характеристика
Папуа Нова Гвінея лежить в складній зоні зіткнення між Австралійською плитою і Тихоокеанською плитою. Острів Нова Гвінея, особливо гори — район сейсмічної активності, де відбуваються руйнівні виверження вулканів і землетруси. 
Більшість з 40 діючих вулканів Папуа Нової Гвінеї простягаються вздовж північної прибережної зони. Деякі з них виявляли активність у 20 столітті. У 1951 році відбулося руйнівне виверження вулкана Ламінгтон поблизу міста Попондетта. На Новій Британії і Бугенвілі відомі діючі вулкани. У 1937 і 1994 роках внаслідок вивержень вулканів Тавурвур та деяких інших вулканів було зруйноване місто Рабаул на острові Нова Британія.

## Землетруси XXІ століття

### 2017
4 березня, о 04:58 (за київським часом), в Соломоновому морі поблизу Папуа Нової Гвінеї стався сильно помірний (за шкалою інтенсивності МSK-64) землетрус магнітудою 6,1 балів (за шкалою Ріхтера). Згідно повідомлення Алтає-Саянської філії Єдиної Геофізичної служби РАН, епіцентр землетрусу перебував приблизно в середині протоки, що розділяє острови Моно і Шортленд. За інтенсивністю струсів в епіцентрі сейсмоподія оцінюється, як "руйнівна". У той же час Геологічна служба США повідомила, що магнітуда землетрусу склала 5,9 балів (за шкалою Ріхтера), проте через велику глибину залягання гіпоцентру землетрусу, яка склала 53,7 км, його інтенсивність на поверхні склала всього 4,0 балів.

### 2018
26 лютого, о 3:44 ранку (UTC+10), тобто 25 лютого, о 17:44 UTC, в провінції Хела (Папуа Нова Гвінея) стався  помірний (за шкалою інтенсивності МSK-64) землетрус магнітудою 5,9 балів (за шкалою Ріхтера). Епіцентр землетрусу знаходився за 10 км на захід від міста Комо. Приблизно 75 людей загинули та ще 500 отримали поранення. В результаті афтершоку M6.0 4 березня загинуло 11 осіб. Під час підземного поштовху M6.7, який відбувся 7 березня, о 00:13 (за місцевим часом), загинуло принаймні ще 25 людей.
24 березня Головним центром спеціального контролю ДКАУ в районі острова Нова Британія у складі Папуа Нової Гвінеї зареєстровано сильно помірний (за шкалою інтенсивності МSK-64) землетрус магнітудою 6,1 балів (за шкалою Ріхтера).

### 2023
3 квітня, о 3:04 ранку за місцевим часом, згідно з повідомленням Європейсько-середземноморського сейсмологічного центру (EMSC), в Папуа Новій Гвінеї стався сильний (за шкалою інтенсивності МSK-64) землетрус, магнітуда якого склала 7,2 балів (за шкалою Ріхтера). Епіцентр землетрусу знаходився приблизно за 344 км від міста Джаяпура і за 46 км від міста Амбунті з населенням близько 2 тис. осіб. Гіпоцентр землетрусу залягав на глибині 80 км. При цьому Геологічна служба США визначила попередню магнітуду 7,3 балів (за шкалою Ріхтера). Сейсмологічна агенція Індонезії визначила магнітуду значно вищою — 7,9 балів.
7 жовтня, об 11:34:27 (за київським часом), згідно повідомлення Головного центру спеціального контролю ДКАУ, в східній частині острова Нова Гвінея (Папуа Нова Гвінея) стався сильно помірний (за шкалою інтенсивності МSK-64) землетрус, магнітуда якого склала 6,5 балів (за шкалою Ріхтера). Гіпоцентр землетрусу знаходилося в східній частині острова Нова Гвінея на глибині 55 км.
7 жовтня, об 11:40:14 (за київським часом), згідно повідомлення Головного центру спеціального контролю ДКАУ, в східній частині острова Нова Гвінея (Папуа Нова Гвінея) стався сильно помірний (за шкалою інтенсивності МSK-64) землетрус, магнітуда якого склала 6,3 балів (за шкалою Ріхтера). Гіпоцентр землетрусу знаходився в східній частині острова Нова Гвінея на глибині 75 км.
12 листопада, близько 7 години ранку (за київським часом), в районі острова Нова Ірландія у складі Папуа Нової Гвінеї стався помірний (за шкалою інтенсивності МSK-64) землетрус магнітудою 5,9 балів (за шкалою Ріхтера). За повідомленням Геологічної служби США (USGS), гіпоцентр землетрусу залягав на глибині 10 км.

### 2024
24 березня, о 22:22:03 (за київським часом), Головним центром спеціального контролю ДКАУ зареєстровано сильно помірний (за шкалою інтенсивності МSK-64) землетрус на території острова Нова Гвінея (Папуа Нова Гвінея) магнітудою 6,5 балів (за шкалою Ріхтера), гіпоцентр залягав на глибині 37 км. Водночас, за інформацією Геологічної служби США, епіцентр землетрусу знаходився за 32 км на північний-схід від невеликого поселення Амбунті, а його магнітуда складала 6,7 балів (за шкалою Ріхтера). За повідомленням видання DW, станом на 25 березня, в результаті землетрусу зруйновано близько 1000 будинків, кількість загиблих зросла до п'яти осіб.
15 квітня, у регіоні Нова Британія в Папуа Новій Гвінеї стався сильно помірний (за шкалою інтенсивності МSK-64) землетрус магнітудою 6,2 балів (за шкалою Ріхтера). За повідомленням агентства Reuters, з посиланням на дані Німецького науково-дослідного центру геонаук (GFZ), гіпоцентр землетрусу залягав на глибині 79 км. Інформація щодо пошкоджень або потерпілих не надходила.

### 2025
4 квітня, о 23:04:40 (за київським часом), в районі Папуа Нової Гвінеї стався сильний (за шкалою інтенсивності МSK-64) землетрус магнітудою 
7,0 балів (за шкалою Ріхтера). За даними Головного центру спеціального контролю ДКАУ, епіцентр землетрусу знаходився в Соломоновому морі, за 61 км на південний схід від острову Нова Британія. Гіпоцентр землетрусу залягав на глибині 22 км.
20 травня, о 18:06:01 (за київським часом), в Тихому океані поблизу північного узбережжя острова Нова Гвінея (Папуа Нова Гвінея) стався сильно помірний (за шкалою інтенсивності МSK-64) землетрус магнітудою 6,2 балів (за шкалою Ріхтера). За даними Головного центру спеціального контролю ДКАУ, гіпоцентр землетрусу залягав на глибині 25 км.